# Sri Lanka Cricket
Il Sri Lanka Cricket (indicato spesso anche con l'acronimo SLC), precedentemente noto come Board of Control for Cricket in Sri Lanka (abbreviato in BCCSL) è la federazione nazionale singalese del gioco del cricket.

## Storia
Fondata nel 1914 con il nome di Ceylon Cricket Association, cambiò nome una prima volta nel 1948 diventando Board of Control for Cricket in Ceylon e successivamente nel 1972 in Board of Control for Cricket in Sri Lanka per poi assumere la denominazione attuale nel 2000. Nel 1981 ottenne di essere ammessa tra i Full Members dell'ICC.

## Attività
Sri Lanka Cricket gestisce ed organizza il calendario della Nazionale di cricket dello Sri Lanka, inoltre organizza le seguenti competizioni domestiche:
- Premier Trophy
- Premier Limited Overs Tournament
- Sri Lanka Premier League